# Поставский район
Поста́вский район (бел. Пастаўскі раён) — административная единица на юго-западе Витебской области Республики Беларусь. Административный центр — город Поставы, на реке Мяделка, в 240 км от города Витебска и в 165 км от города Минска.
Численность населения — 31 043 человек (на 1 января 2025 года).

## Административное устройство
В районе 8 сельсоветов:
- Воропаевский
- Дуниловичский
- Камайский
- Козловщинский
- Куропольский
- Лынтупский
- Новосёлковский
- Юньковский

Упразднённые сельсоветы:
- Бельковский
- Волковский[6]
- Жуковщинский
- Мягунский[7]
- Полесский[7]
- Ширковский
- Яревский[6]

29 апреля 2004 года упразднены: Полесский, Мягунский сельсоветы, образован Лынтупский сельсовет.
7 июля 2023 года Волковский и Дуниловичский сельсоветы объединены в одну административно-территориальную единицу — Дуниловичский сельсовет, с включением в его состав земельных участков Волковского сельсовета. Куропольский и Яревский сельсоветы объединены в одну административно-территориальную единицу — Куропольский сельсовет, с включением в его состав земельных участков Яревского сельсовета.

## География
Поставский район расположен на юго-западе Витебской области. В современных границах с 1965 года. Площадь района — 2,1 тыс. км².
Поставский район граничит с Браславским и Шарковщинским районами на севере, Глубокским районом на востоке, Докшицким районом на юго-востоке, Мядельским районом Минской области на юге, а также с Литвой на западе. Несколько населённых пунктов Камайского, Курапольского, Лынтупского, Яревского сельсоветов находятся в пограничной зоне, для которой Государственный пограничный комитет Республики Беларусь устанавливает особый режим посещения.

### Климат
Район расположен в пределах Северной агроклиматической области. Климат умеренно-континентальный с умеренно холодной зимой и прохладным летом, что обусловлено преобладанием западного переноса воздушных масс, близостью Атлантического океана и отсутствием преград на пути воздушных потоков, формирующихся над морем.
Среднегодовая температура воздуха составляет +5,2 °C. Средняя температура января — 6,7°С; абсолютный минимум января — 40 °C. Средняя температура июля составляет +16,6 °C; абсолютный максимум + 35,0 °C.

### Поверхностные воды
Большая часть поверхностных водных объектов Поставского района относятся к бассейну реки Западной Двины. Также в пределах Лынтупского и Камайского сельсоветов имеются водные объекты, относящиеся к бассейну реки Неман (р. Страча, озеро Великие (Большие) Швакшты и Малые Швакшты и другие).
По территории района протекает небольшая река Лынтупка. Своё начало она берёт у деревни Каптаруны, протекает через городской посёлок Лынтупы и впадает в реку Страча в районе Голубых озёр.
Наибольшие реки: Голбица, Дисна, Лучайка и Мяделка; на юго-западе исток реки Страча. Наибольшие озера: Большие Швакшты, Лучай, Малые Швакшты, Должа, Большие Сурвилишки, Лодаси, Свидно, Задевское, Лисицкое, Свита.

### Рельеф
Северная часть находится в Дисенской низменности, южная в пределах — Свенцянских гряд. Поверхность с северной части заболоченная, плоская. С южной стороны выражен грядово-холмистый ландшафт со многими озерами и озерными котловинами. 55 % территории находится на высоте до 150 м, 21 % — 170—200 метров. Наивысшая точка — 228 метров у деревни Камаи, самая низкая — 110 метров в месте слияния рек Дисна, Половица и Голбица.
Из полезных ископаемых на территории района преобладают: глина, суглинки, торф, пески, сапропель, пресноводные известковые отложения.

### Почвы
Преобладают почвы: дерново-подзолистые (39,1 %), дерново-подзолистые заболоченные (30,7 %), дерновые и дерново-карбонатные заболоченные (19 %). Под лесом 37,1 % территории района. В районе преобладают сосновые, березовые, еловые, осиновые леса. Встречаются так же черноольховые, сероольховые, ясеневые, дубовые и другие. Под болотами 5 % территории.

## Геральдика
Герб учреждён Указом Президента Республики Беларусь от 20 января 2006 года № 36 и зарегистрирован в Государственном геральдическом регистре Республики Беларусь 6 февраля 2006 года № Б-71.
Флаг учреждён Указом Президента Республики Беларусь от 2 июня 2009 года № 277 и зарегистрирован в Государственном геральдическом регистре Республики Беларусь 4 июня 2009 года № Б-169.
Герб, флаг и положения о них утверждены решениями Поставского районного Совета депутатов от 25 июня 2002 г. № 118 и от 26 сентября 2008 года № 95.

## История
В Великом княжестве Литовском территория района входила в состав Виленского воеводства. В 1793 году к Российской империи была присоединена восточная часть района, в 1795 году — западная часть. В 1793—1795 годах Поставы были центром Поставского уезда, впоследствии большая часть территории района вошла в состав Дисненского уезда Минской (с 1843 года — в Виленской) губернии. В межвоенной Польше территория района была поделена между Поставским и Свентянским поветами Виленского воеводства. С 1939 года — в СССР. В 1940 году Поставский район вошёл в состав Вилейской области, 20 сентября 1944 года передан в состав Молодечненской области. С 20 января 1960 года — в Витебской области.
6 декабря 1944 года Куропольский сельсовет передан Дуниловичскому району, 9 августа 1946 года возвращён обратно. 25 декабря 1962 года к району присоединены городской посёлок Воропаево и 5 сельсоветов бывшего Дуниловичского района, которые первоначально были присоединены к Глубокскому району, 6 января 1965 года один из этих сельсоветов передан Докшицкому району.
20 октября 1995 года административные единицы Поставский район и город Поставы, имеющие общий административный центр, объединены в одну административную единицу — Поставский район.

## Демография
Численность населения — 31 043 человек (на 1 января 2025 года), в том числе городское — 21 647 человек (Поставы — 18 450 человек, Воропаево — 2 111 человек, Лынтупы — 1 086 человек), сельское — 9 396 человек.
Население района — 32 402 человек (на 1 января 2023 года), в том числе в Поставы — 18 772 человек, в Воропаево — 2 219 человек, в Лынтупы — 1 202 человек.
| Численность населения | Численность населения | Численность населения | Численность населения | Численность населения | Численность населения | Численность населения | Численность населения | Численность населения |
| 1970                  | 1979                  | 1989                  | 1996                  | 2001                  | 2002                  | 2003                  | 2004                  | 2005                  |
| --------------------- | --------------------- | --------------------- | --------------------- | --------------------- | --------------------- | --------------------- | --------------------- | --------------------- |
| 62 801                | ▼57 722               | ▼50 002               | ▲50 839               | ▼46 902               | ▼46 045               | ▼45 012               | ▼44 195               | ▼43 237               |
| 2006                  | 2007                  | 2008                  | 2009                  | 2010                  | 2011                  | 2012                  | 2013                  | 2014                  |
| ▼42 174               | ▼41 309               | ▼40 547               | ▼39 853               | ▼39 451               | ▼38 841               | ▼38 130               | ▼37 682               | ▼37 411               |
| 2015                  | 2016                  | 2017                  | 2018                  | 2019                  | 2020                  | 2021                  | 2022                  | 2023                  |
| ▼36 953               | ▼36 368               | ▼35 787               | ▼35 403               | ▼34 868               | ▼34 496               | ▼33 812               | ▼33 010               | ▼32 402               |
| 2024                  | 2025                  |                       |                       |                       |                       |                       |                       |                       |
|                       | ▼31 043               |                       |                       |                       |                       |                       |                       |                       |

| Национальный состав по переписи населения 2019 года | Национальный состав по переписи населения 2019 года | Национальный состав по переписи населения 2019 года | Национальный состав по переписи населения 2019 года | Национальный состав по переписи населения 2009 года | Национальный состав по переписи населения 2009 года | Национальный состав по переписи населения 2009 года | Национальный состав по переписи населения 2009 года | Национальный состав по переписи населения 2009 года | Национальный состав по переписи населения 2009 года | Национальный состав по переписи населения 2009 года |
| Народ                                               | Всего (34 556)                                      | Всего (34 556)                                      | Народ                                               | Всего (39 487)                                      | Всего (39 487)                                      | городское (24 281)                                  | городское (24 281)                                  | сельское (15 206)                                   | сельское (15 206)                                   |                                                     |
| Народ                                               | чел.                                                | %                                                   | Народ                                               | чел.                                                | %                                                   | чел.                                                | %                                                   | чел.                                                | %                                                   |                                                     |
| --------------------------------------------------- | --------------------------------------------------- | --------------------------------------------------- | --------------------------------------------------- | --------------------------------------------------- | --------------------------------------------------- | --------------------------------------------------- | --------------------------------------------------- | --------------------------------------------------- | --------------------------------------------------- | --------------------------------------------------- |
| Белорусы                                            | 30 016                                              | 86,86 %                                             | Белорусы                                            | 33 885                                              | 85,81 %                                             | 20 912                                              | 86,12 %                                             | 12 973                                              | 85,32 %                                             |                                                     |
| Русские                                             | 2596                                                | 7,51 %                                              | Русские                                             | 3549                                                | 8,99 %                                              | 2221                                                | 9,15 %                                              | 1328                                                | 8,73 %                                              |                                                     |
| Поляки                                              | 776                                                 | 2,25 %                                              | Поляки                                              | 1077                                                | 2,73 %                                              | 479                                                 | 1,97 %                                              | 598                                                 | 3,93 %                                              |                                                     |
| Украинцы                                            | 432                                                 | 1,25 %                                              | Украинцы                                            | 499                                                 | 1,26 %                                              | 394                                                 | 1,62 %                                              | 105                                                 | 0,69 %                                              |                                                     |
| Литовцы                                             | 95                                                  | 0,27 %                                              | Цыгане                                              | 120                                                 | 0,3 %                                               | 70                                                  | 0,29 %                                              | 50                                                  | 0,33 %                                              |                                                     |
| Цыгане                                              | 86                                                  | 0,25 %                                              | Литовцы                                             | 85                                                  | 0,22 %                                              | 43                                                  | 0,18 %                                              | 42                                                  | 0,28 %                                              |                                                     |
| Татары                                              | 56                                                  | 0,16 %                                              | Татары                                              | 54                                                  | 0,14 %                                              | 39                                                  | 0,16 %                                              | 15                                                  | 0,1 %                                               |                                                     |
| Армяне                                              | 21                                                  | 0,06 %                                              | Азербайджанцы                                       | 23                                                  | 0,06 %                                              | 12                                                  | 0,05 %                                              | 11                                                  | 0,07 %                                              |                                                     |
| Латыши                                              | 19                                                  | 0,05 %                                              | Латыши                                              | 21                                                  | 0,05 %                                              | 11                                                  | 0,05 %                                              | 10                                                  | 0,07 %                                              |                                                     |
| Азербайджанцы                                       | 17                                                  | 0,05 %                                              | Армяне                                              | 19                                                  | 0,05 %                                              | 5                                                   | 0,02 %                                              | 14                                                  | 0,09 %                                              |                                                     |
| Немцы                                               | 15                                                  | 0,04 %                                              | Молдаване                                           | 14                                                  | 0,04 %                                              | 1                                                   | <0,01 %                                             | 13                                                  | 0,09 %                                              |                                                     |

По переписи 1959 года, в районе (в границах того времени) проживало 43 708 человек, в том числе 18 912 поляков (43,27 %), 17 173 белоруса (39,29 %), 6348 русских (14,52 %), 450 украинцев (1,03 %), 167 татар (0,38 %), 165 евреев (0,38 %), 493 представителя других национальностей.
В 2018 году 16,6 % населения района было в возрасте моложе трудоспособного, 52,5 % — в трудоспособном, 30,9 % — старше трудоспособного. В 2017 году коэффициент рождаемости составил 10,8 на 1000 человек, коэффициент смертности — 11,1 (средние коэффициенты рождаемости и смертности по Витебской области — 9,6 и 14,4, по Республике Беларусь — 10,8 и 12,6). В 2017 году в районе родилось 385 и умерло 693 человека. Сальдо внутренней миграции отрицательное (в 2017 году — −19 человек; в 2013 году было положительным).
В 2017 году в районе было заключено 230 браков (6,4 на 1000 человек) и 107 разводов (3 на 1000 человек); средние показатели по Витебской области — 6,4 и 3,4 на 1000 человек, по Республике Беларусь — 7 и 3,4 на 1000 человек соответственно.

## Экономика
Средняя зарплата в районе составляет 87,5 % от среднего уровня по Витебской области (2017 год). В 2017 году в районе было зарегистрировано 178 микроорганизаций и 17 малых организаций. В 2017 году 17,9 % организаций района были убыточными (в 2016 году — 13,5 %). В 2015—2017 годах в реальный сектор экономики района поступило 1,1 млн долларов иностранных инвестиций, большая часть которых — прямые. В 2017 году предприятия района экспортировали товаров на сумму 48,3 млн долларов, импортировали на 9,5 млн долларов (сальдо — 38,8 млн долларов).
Выручка от реализации продукции, товаров, работ, услуг за 2017 год составила 328,7 млн рублей (около 164 млн долларов), в том числе 56,1 млн рублей пришлось на сельское, лесное и рыбное хозяйство, 203,8 млн на промышленность, 9,1 млн на строительство, 41,7 млн на торговлю и ремонт, 18 млн на прочие виды экономической деятельности.

### Сельское хозяйство
Под зерновые культуры в 2017 году было засеяно 13,8 тыс. га пахотных площадей, под кормовые культуры — 29,2 тыс. га, под лён — 2,4 тыс. га. Валовой сбор зерновых и зернобобовых в 2017 году составил 33,2 тыс. т (средняя урожайность — 24,6 ц/га), сбор льноволокна составил 1103 т. По сбору льноволокна район находится на третьем месте в Витебской области.
На 1 января 2018 года в сельскохозяйственных организациях района (без учёта фермерских и личных хозяйств населения) содержалось 33,5 тыс. голов крупного рогатого скота (в том числе 11,8 тыс. коров), 25,2 тыс. свиней. За 2017 год было произведено 6749 т мяса (в убойном весе) и 45 283 т молока.

### Транспорт
Транспортные услуги оказывает ОАО «АТП № 17», которое обслуживает 22 маршрута, из них 6 в гор. Поставы, международных — 1, междугородных — 3. Автобусным сообщением охвачены все центры сельхозпредприятий и сельсоветов.
Через Поставский район проходят автодороги Р45 (Полоцк — граница Литвы), Р110 (Глубокое — Поставы — Лынтупы). Осуществляется регулярное автобусное сообщение с Глубоким, Полоцком и Витебском.
Курсируют пассажирские поезда на Глубокое, Полоцк и Витебск. Железнодорожное сообщение обеспечивают станции Поставы, Воропаево, Лынтупы.

## Здравоохранение
В 2017 году в учреждениях Министерства здравоохранения Республики Беларусь насчитывалось 87 практикующих врачей (24,4 в пересчёте на 10 тысяч человек; средний показатель по Витебской области — 37, по Республике Беларусь — 40,5) и 371 средний медицинский работник. В лечебных учреждениях района насчитывалось 251 больничная койка (70,4 в пересчёте на 10 тысяч человек; средний показатель по Витебской области — 80,5, по Республике Беларусь — 80,2).

## Религия
В Поставском районе действуют 10 римско-католических общин, 7 православных, по 2 общины христиан веры евангельской и евангельских христиан-баптистов, а также 1 старообрядческая община.

## Культура и образование

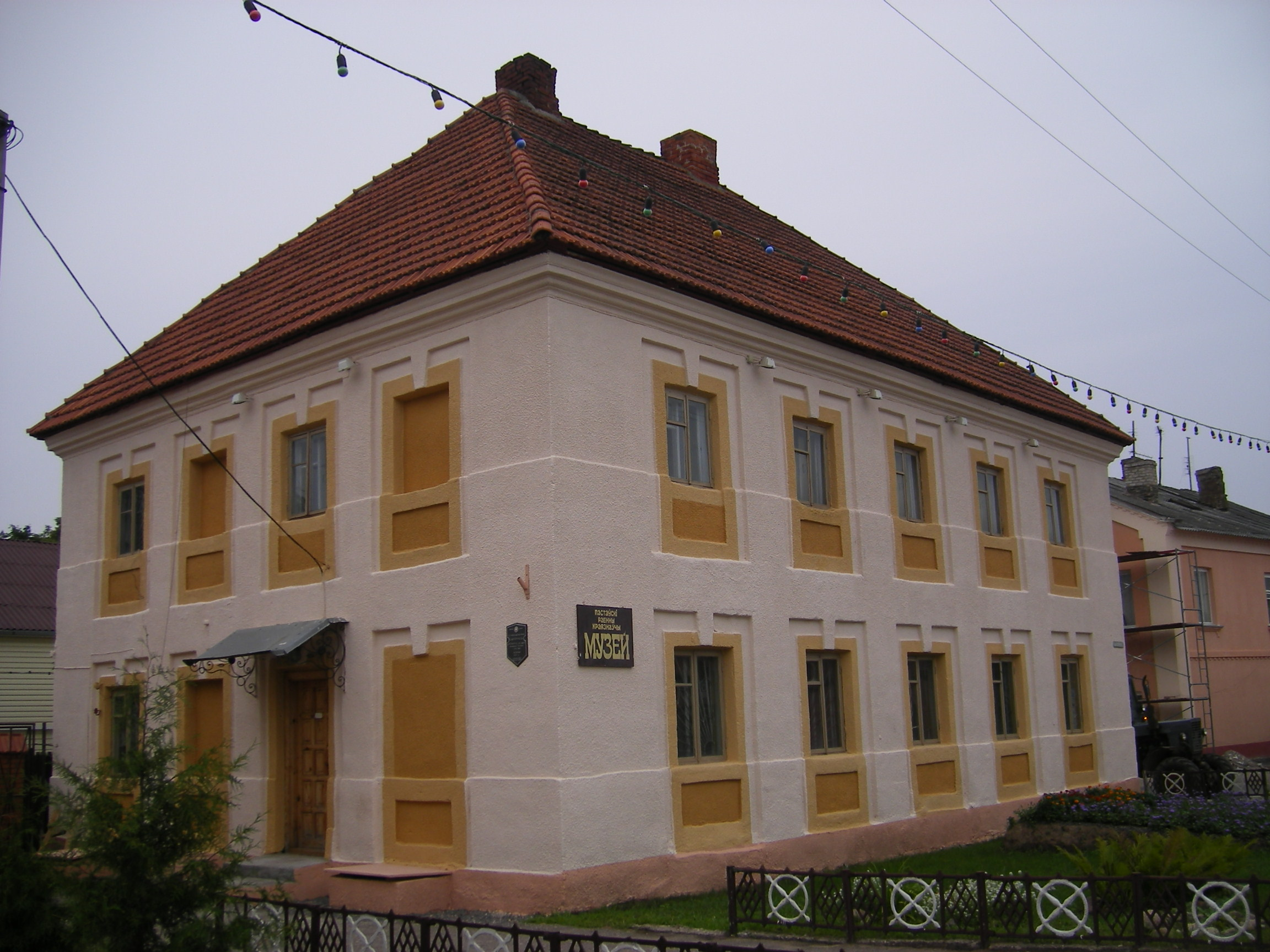
Поставский краеведческий музей

Сеть учреждений культуры включает в себя РДК, 2 горпоселковых, 6 сельских Домов культуры, 15 сельских клубов, 12 клубов-библиотек, 34 библиотеки, школу искусств, художественную школу, Краеведческий музей, дом ремёсел. 10 самодеятельным коллективам присвоено звание народных, а ансамбль народной музыки «Поозёрье» имеет звание заслуженного любительского коллектива.
В Поставском краеведческом музее насчитывается 8,8 тыс. музейных предметов основного фонда. В 2016 году музей посетили 7 тыс. человек.
В 2017 году в районе действовало 20 учреждений дошкольного образования (включая комплексы «детский сад — школа») с 1262 детьми. В 2017/2018 учебном году действовало 20 учреждений общего среднего образования, в которых обучалось 3492 учеников. Учебный процесс в школах обеспечивали 492 учителя.

## Достопримечательности
В центре Постав, во дворе жилого дома находится памятник — стела польским солдатам, которые погибли во время польско-советской войны 1919—1920 гг.
На полуострове, образованном изгибом реки Мяделка, живописно расположена католическая церковь Св. Антония Падуанского, который строился в 1898—1904 гг. по проекту известного архитектора Артура Гойбеля.
Поставы. Дворец баронов Тизенгаузов, построенный Антонием Тизенгаузом. Памятник дворцово-паркового искусства (1760).
В д. Камаи — древний каменный крест (предп. XVI век) и каменный крест в Лынтупах,

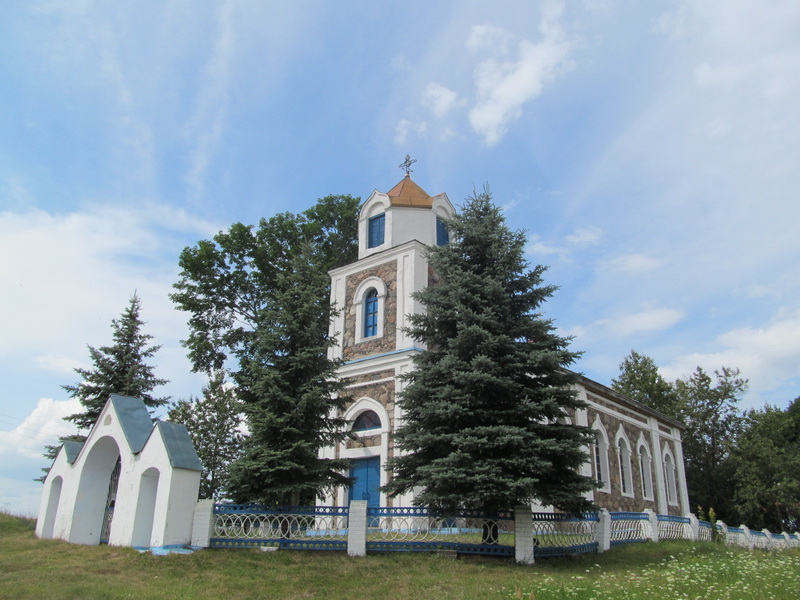
Свято-Предтеченская церковь в Груздово

В деревне Бураки, в 2-х км от Фалевич, находится небольшое кладбище, на котором похоронены участники восстания 1863 года, 14 солдат польской армии, которые погибли во время польско-советской войны в 1920 году, а также 4 бойца Армии Краёвой из бригады «Кмицица», которые погибли в 1943 году.
Православные церкви:
- Свято-Николаевская церковь г. Поставы (1894)
- Свято-Предтеченская в Груздово
- Св. Покровская в Ласица
- Св. Успенская в Маньковичи
- Костёл Иоанна Крестителя в КамаиСв. Покровская в Осиногородок
- Св. Воскресенская в Воропаево
- Церковь в Рымки

Старообрядческие церкви:

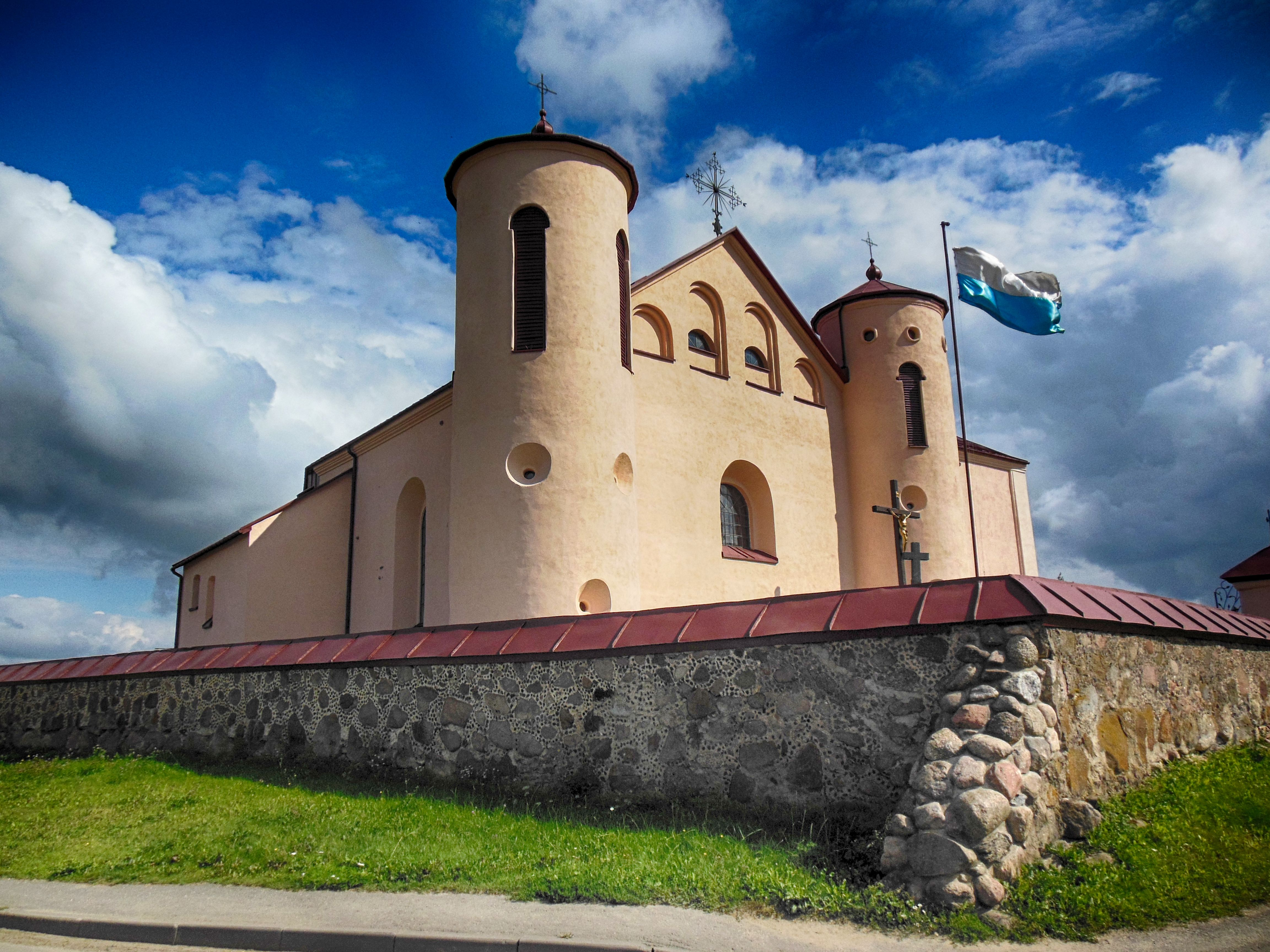
Костёл Иоанна Крестителя в Камаи

- Апидомская старообрядческая церковь Успения Пресвятой Богородицы в Апидомы
- Куклянская старообрядческая церковь в Кукляны

Католические церкви:
- Иоанна Крестителя (1603—1606) в Камаи
- Троицкий в д. Дуниловичи (1769)
- Св. Юды Тадеуша в Лучай
- Св. А. Боболи в Лынтупы
- Храмы в Воропаево и Груздово (XX век)
- Антония Падуанского в Поставы